# Kerrier
Kerrier (lingua cornica Keryer) è stato un distretto locale della Cornovaglia, Inghilterra, Regno Unito, con sede a Camborne.
Il distretto fu creato con il Local Government Act 1972, il 1º aprile, 1974 dalla fusione del municipal borough di Helston con il Distretto rurale di Kerrier e il Distretto urbano di Camborne-Redruth. È stato abolito nel 2009 con le modifiche alla suddivisione amministrativa in Inghilterra.

## Parrocchie
Kerrier comprendeva 27 parrocchie
| |  |
| - 1.Breage - 2. Budock - 3. Camborne - 4. Carharrack - 5. Carn Brea - 6. Constantine - 7. Crowan - 8. Cury - 9. Germoe - 10. Grade-Ruan - 11. Gunwalloe - 12. Gweek - 13. Helston - 14. Illogan - 15. Landewednack - 16. Lanner - 17. Mabe - 18. Manaccan - 19. Mawgan-in-Meneage - 20. Mawnan - 21. Mullion - 22. Porthleven - 23. Portreath - 24. Redruth - 25. St Anthony-in-Meneage - 26. St Day - 27. St Gluvias - 28. St Keverne - 29. St Martin-in-Meneage - 30. Sithney - 31. Stithians - 32. Wendron |  |